# Chengdu Xianglong
Chengdu Xianglong (кит. 翔龙, «Сянлун» или «Парящий дракон») — китайский стратегический разведывательный БПЛА, конструктивно повторяет американский БПЛА RQ-4 Global Hawk. Разработан Авиационной промышленной корпорацией города Чэнду (Chengdu Aircraft Industry Corporation).
Разработка беспилотника велась с 2006 года; первый полёт в 2009 году. 
Принятие аппарата на вооружение ожидалось в 2017 году. Однако впоследствии аппарат подвергся серьезным изменением и только в 2013 г. появится первый лётный прототип того варианта, что пойдет в производство. 
После прохождения всех испытаний в Чэнду, в 2015-2016 гг. на авиазаводе в Гуйчжоу было развернуто серийное производство этих БПЛА, они стали поступать на вооружение Народно-освободительной армии Китая под названием WZ-7.
В 2021 г. на авиасалона в Чжухае высотный разведывательный БПЛА WZ-7 (изначально был известен как Xianglong) был впервые официально показан.

## Конструкция
Самолёт имеет нижнее длинное крыло нормальной стреловидности с корнем в носовой части. Верхнее крыло обратной стреловидности имеет корень в хвостовой части и загнутые вниз закрылки, с помощью этих элементов верхнее крыло соединяется с серединами консолей нижнего крыла (т. н. кольцевое крыло, разработчики выбрали подобное крыло для нового беспилотника потому, что благодаря своим аэродинамическим характеристикам оно позволяет несколько снизить расход топлива в полете и повысить дальность). 
Беспилотник оснащён реактивным двигателем.

## Характеристики

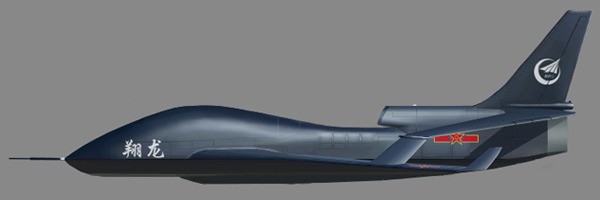
БПЛА «Парящий дракон»

- Длина: 14,3 м
- Размах крыла: 25 м
- Высота: 5,4 м
- Взлетная масса: 7500 кг
- Боевая нагрузка: 650 кг
- Максимальная скорость: 950 км/ч
- Тип двигателя: ТРД
- Высота полета: 18 300 м
- Дальность полета: до 7000 км
- Дальность обнаружения РЛС: 550 км